# 太陽銀行
太陽銀行（たいようぎんこう）とは現在の三井住友銀行の前身のひとつで、相互銀行を前身とする都市銀行である。本店は東京都中央区の呉服橋交差点際に立地していた。

## 概要
1940年、川崎財閥の相生無尽を中心に東京市内の無尽会社5社が合併し、大日本無尽が成立。
その後同社は、政府の勧奨に基づき相互無尽1社を除く東京府内の無尽会社を統合。終戦までに神奈川県・埼玉県・山梨県の無尽会社を統合した。また、1946年（昭和21年）信州無尽を合併した。 
1948年、日本無尽と改称、その後相互銀行法の制定により相互銀行に転換し日本相互銀行と改称。この時点で相銀界のリーディングカンパニーとなり、ときわ相互銀行や第一相互銀行が経営危機に陥った際には、率先してこれを支援した。
無尽会社→相互銀行という業態のため、当初の取引先は中小企業がほとんどであったが、高度経済成長期において当初は中小企業であった取引先の成長と共に日本相銀も急成長し、その一方で相銀特有の零細融資である相互掛金の取扱高は減少する事態となり、大蔵省から河野一之社長を迎えた頃はもはや地銀上位行をしのぐ内容となっていた。
そのきっかけは、1963年に日本相互銀行取締役社長坂口芳久が急逝し、旧友の池田勇人総理大臣が日本長期信用銀行副頭取に天下りしていた河野に後任社長就任を要請したことに端を発す。長銀の副頭取から日本相互銀行社長に転職では役不足だったが、池田が河野に「普通銀行に転換すれば預金量からいっても即日、都市銀行になる。すぐに法律を作らせる」と口説き、当時の大蔵事務次官・石野信一に「合転法」を作らせた。1967年（昭和42年）に太陽生命保険と業務提携。先の法律によって1968年（昭和43年）普通銀行に移行し「太陽銀行」と改称、同時に都市銀行の一角に加わった。この際には当時大蔵省銀行局長であった澄田智が骨を折った。
河野一之は太陽銀行になってからも引き続き同行の頭取を務めた。時を同じくして、都市銀行は、三井銀行と東都銀行の合併（1968年）、第一銀行と三菱銀行の合併発表（1969年、のちに破談）、日本勧業銀行と第一銀行の合併による第一勧業銀行の誕生（1971年）といった再編の動きを見せていた。当時、都市銀行の中で、神戸銀行が山陽特殊製鋼倒産事件などを機にやはり大蔵省から石野信一を頭取として迎えていた。石野は河野の後輩で、ともに大蔵省時代に大蔵次官を経験しかつて先輩後輩の仲であった河野と石野との“トップ会談”により、一連の金融再編の動きの末に都市銀行下位同士になっていた太陽銀行と神戸銀行は合併、1973年（昭和48年）10月1日に太陽神戸銀行となった。
神戸銀行を存続会社とし本店も金融機関コードも神戸銀行のものをそのまま引き継いだが、本部機能は東京と神戸の2本部制とし、太陽銀行時代の本店は東京本部（店舗としては東京営業部）となった。
合併に際し、太陽銀行はリテール・関東地方、神戸銀行は大企業・関西＋国際取引に強みがあり相互補完できるとの期待もあったが、言い換えれば水と油のように異なっていた両行でもあり、合併がトップで決まったこと、合併発表から合併までが短期間であったことなどで合併後も長くこの色彩が続くことになった。また頭取については、1990年に三井銀行と合併するまで、内部人事を行うことがないまま大蔵省出身者が歴代就任した。
日本相互銀行末期の営業エリアは関東地方一円、甲信越・静岡一円、愛知県一円、大阪府のうち大阪市等一部の地域であった。金融機関コードは、日本相互銀行時代は0523、普通銀行に転換後の太陽銀行は0021であった。

## 沿革
- 1940年12月 - 大日本無尽株式会社が設立される。
- 1948年4月 - 大日本無尽株式会社は日本無尽株式会社にそれぞれを商号変更する。
- 1951年10月 - 日本無尽銀行は相互銀行に転換し、株式会社日本相互銀行に商号変更する。
- 1968年12月 - 日本相互銀行は普通銀行に転換し、株式会社太陽銀行に商号を変更する。
- 1973年10月1日 - 神戸銀行に合併し解散。太陽神戸銀行となる。

## 当時の主な融資系列
- 太陽生命保険
- 太陽火災海上保険
- 日本信託銀行（のち三菱銀行傘下へ　現：三菱UFJ信託銀行）

## イメージキャラクター
- 吉永小百合 - 日本相互銀行時代から太陽銀行に至るまでイメージキャラクターを務めた。